# Obelia fimbriata
Obelia fimbriata är en nässeldjursart som först beskrevs av Dalyell 1848.  Obelia fimbriata ingår i släktet Obelia och familjen Campanulariidae. Inga underarter finns listade i Catalogue of Life.